# Activision

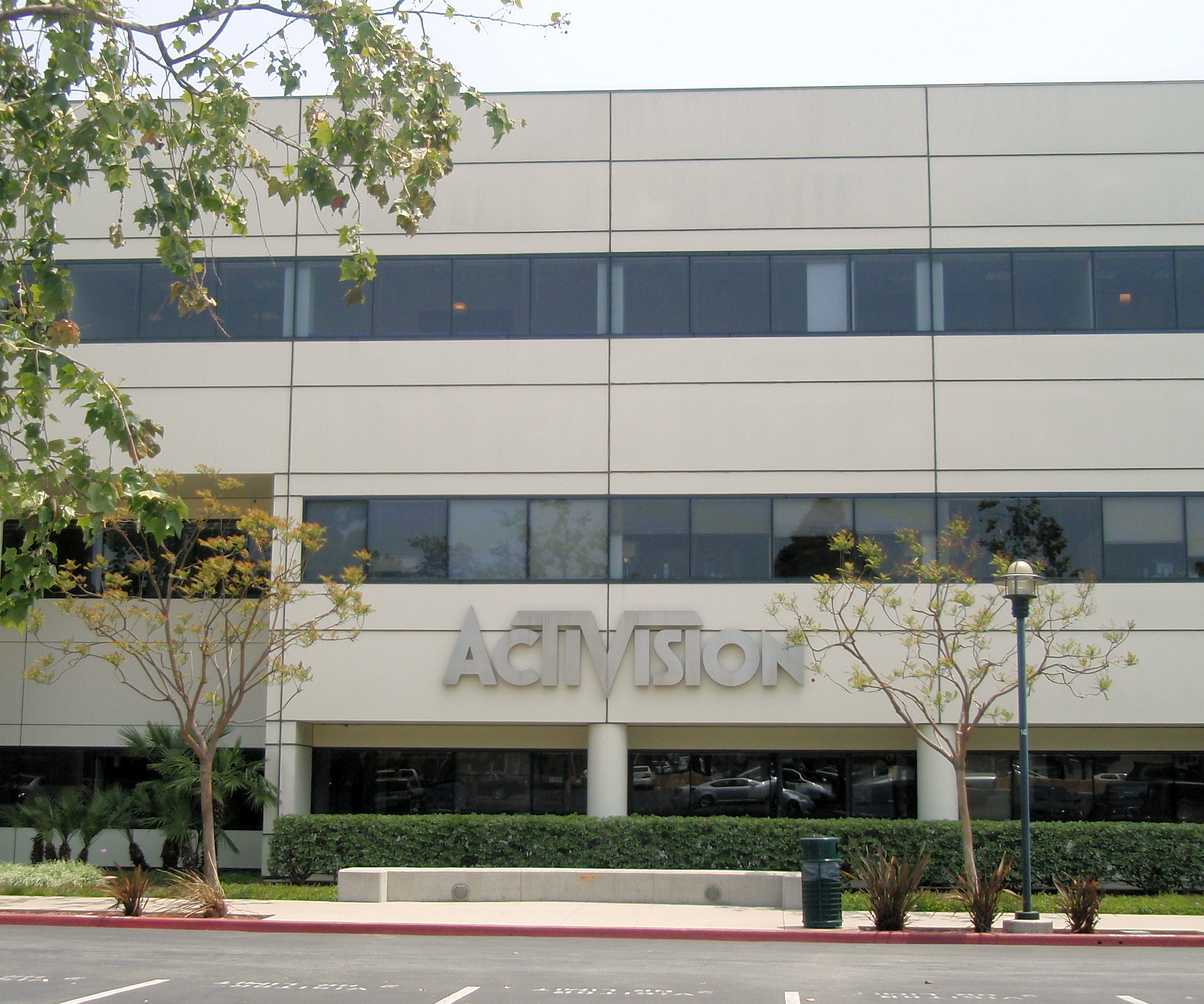
Hoofdkantoor van Activision.

Activision, Inc. is een Amerikaans computerspellenbedrijf. Het was de eerste onafhankelijke ontwikkelaar en distributeur van computerspellen, opgericht op 1 oktober 1979. De eerste producten waren spelcartridges voor de Atari 2600 en nu is het een van de grootste computerspellenuitgevers van de wereld.
Het bedrijf werd opgericht door een aantal oud-werknemers van Atari en was het eerste bedrijf, buiten Atari zelf, dat spellen produceerde voor de Atari 2600. Atari spande een rechtszaak aan om te vermijden dat Activision spellen mocht lanceren voor Atari-consoles. Zij verloren de rechtszaak waardoor sindsdien eender welke firma voor eender welke spelconsole spellen op de markt mocht brengen. Hierdoor was het bedrijf de eerste derde partij die spellen maakte voor verscheidene consoles, zoals de Intellivision, ColecoVision, Sega Master System, Commodore 64 en MSX. De uitspraak van de rechtbank was een van de redenen van de Noord-Amerikaanse videospelrecessie eind 1983 waardoor de markt van spelcomputers en bijhorende spellen ineenstortte en veel bedrijven, waaronder Activision in een latere fase, failliet gingen. Activision werd toen overgenomen door Robert Kotick.
Activision is onder meer bekend van de Call of Duty-serie, de spellen van Tony Hawk en de Guitar Hero-spellen.
Op 2 december 2007 werd bekendgemaakt dat Activision gaat fuseren met Blizzard Entertainment, onder andere bekend van World of Warcraft en StarCraft. Het doel van deze fusie is dat Blizzard Entertainment en Activision samen op de markt voor computerspellen sterker zullen staan. Het eerste Activision-spel dat ook via Blizzards online platform Battle.net te spelen is, is Destiny 2.
Op 22 mei 2012 maakte Activision bekend dat het een studio voor het ontwikkelen van computerspellen voor mobiele telefoons ging openen. Deze zal zich vestigen in Engeland en zal onder leiding staan van Martyn Brown, medeoprichter van Team17 bekend van Worms.

## Gemaakte spellen

### 1980s
- Fishing Derby (1980)
- Boxing (1980)
- Skiing (1980)
- Freeway (1981)
- Ice Hockey (1981)
- Kaboom! (1981)
- Stampede (1981)
- Laser Blast (1981)
- Tennis (1981)
- Megamania (1982)
- Barnstorming (1982)
- Enduro (1982)
- Chopper Command (1982)
- Starmaster (1982)
- Pitfall! series (1982–2004)
- River Raid series (1982–1988)
- Oink! (1983)
- Beamrider (1983)
- H.E.R.O. (1984)
- Little Computer People (1985)
- Hacker series (1985–1986)
- Shanghai series (1986–1990)
- Transformers series (1986, 2007–2017)
- The Last Ninja series (1987–1988)
- Deathtrack (1989)
- MechWarrior series (1989–1996)

### 1990s
- Hunter (1991)
- Zork series (1993–1997)
- Dark Reign series (1997–2000)
- Heavy Gear series (1997–1999)
- Quake series (1997–2007)
- Interstate series (1997–1999)
- Battlezone series (1998–1999)
- SiN (1998)
- Heretic II (1998)
- Vigilante 8 series (1998–2008)
- Tenchu series (1998–2004)
- Call to Power series (1999–2000)
- Star Trek series (1999–2003)
- Tony Hawk's series (1999–2015)

### 2000s
- Soldier of Fortune series (2000–2007)
- X-Men series (2000–2011)
- Spider-Man series (2002–2014)
- Lost Kingdoms series (2002–2003)
- Total War series (2002–2004)
- Call of Duty series (2003–present)
- True Crime series (2003–2005)
- Wolfenstein series (2003–2009)
- Doom 3 (2004)
- The Movies (2005)
- Gun (2005)
- Guitar Hero series (2006–2015)
- Marvel: Ultimate Alliance series (2006–2013)
- James Bond series (2007–2012)
- Crash Bandicoot series (2008–present)
- Spyro the Dragon series (1998–present)
- Prototype series (2009–2012)

### 2010s
- Blur (2010)
- Singularity (2010)
- NASCAR The Game series (2011–2013)
- Skylanders series (2011–present)
- Teenage Mutant Ninja Turtles series (2013–2016)
- Destiny series (2014–2018)
- Sekiro: Shadows Die Twice (2019)